# Episodi di Shameless (serie televisiva 2011) (terza stagione)
La terza stagione della serie televisiva Shameless è stata trasmessa in prima visione assoluta negli Stati Uniti dal canale via cavo Showtime dal 13 gennaio al 7 aprile 2013.
In Italia viene trasmessa su Joi, canale pay della piattaforma Mediaset Premium, dal 1º aprile al 17 giugno 2013; in chiaro è stata trasmessa da La5 dal 10 novembre 2013 al 26 gennaio 2014.
| nº | Titolo originale         | Titolo italiano                | Prima TV USA     | Prima TV Italia |
| -- | ------------------------ | ------------------------------ | ---------------- | --------------- |
| 1  | El Gran Canon            | La lunga strada verso casa     | 13 gennaio 2013  | 1º aprile 2013  |
| 2  | The American Dream       | Il sogno americano             | 20 gennaio 2013  | 8 aprile 2013   |
| 3  | May I Trim Your Hedges?  | Una crudele menzogna           | 27 gennaio 2013  | 15 aprile 2013  |
| 4  | The Helpful Gallaghers   | L'ultimo campeggio             | 10 febbraio 2013 | 22 aprile 2013  |
| 5  | The Sins of My Caretaker | I peccati della mia badante    | 17 febbraio 2013 | 29 aprile 2013  |
| 6  | Cascading Failures       | Reazione a catena              | 24 febbraio 2013 | 6 maggio 2013   |
| 7  | A Long Way From Home     | Si torna a casa                | 3 marzo 2013     | 13 maggio 2013  |
| 8  | Where There's a Will     | Quando c'è la volontà          | 10 marzo 2013    | 20 maggio 2013  |
| 9  | Frank the Plumber        | I diritti di un cittadino      | 17 marzo 2013    | 27 maggio 2013  |
| 10 | Civil Wrongs             | La partita di softball         | 24 marzo 2013    | 3 giugno 2013   |
| 11 | Order Room Service       | Servizio in camera             | 31 marzo 2013    | 10 giugno 2013  |
| 12 | Survival of the Fittest  | La sopravvivenza del più forte | 7 aprile 2013    | 17 giugno 2013  |

## La lunga strada verso casa
- Titolo originale: El Gran Canon
- Diretto da: Mark Mylod
- Scritto da: John Wells

### Trama
La terza stagione inizia con Jimmy/Steve che vive e prepara colazioni per tutti in casa Gallagher. Frank, sparito da 137 giorni, si ritrova misteriosamente in Messico e deve inventarsi qualcosa per tornare negli Stati Uniti. Debbie è triste per la mancanza di Frank. Lip e Ian rubano un laser tecnologicamente avanzato per montarlo su un modulo marziano in miniatura, che useranno in un torneo di macchine radiocomandate. Per il furto, Lip viene arrestato e poi rilasciato su cauzione. Sheila e Jody da quando hanno deciso di adottare Hymie, il figlio di Karen affetto dalla sindrome di Down, si trovano ad affrontare una nuova faticosa realtà. Veronica e Kevin vogliono guadagnare in rete, esibendosi in rapporti sessuali sadomaso ripresi da una telecamera. Nando, padre di Estefania, è un narcotrafficante tenuto d'occhio dalla Dea, il quale, preoccupato per la figlia, viene a scoprire che se la spassa con Marco e quindi lo uccide. Nando chiede a Jimmy, se è un uomo, di onorare i propri impegni di marito con Estefania (solo per proteggerla dai federali per l'immigrazione), pertanto ordina a Beto di vegliare su di lui. La relazione fra Ian e Lloyd "Ned" Lishman (padre di Jimmy) continua. Fiona perde il lavoro come addetta alla raccolta di rifiuti tossici e cerca di sfondare nel mondo dell'imprenditoria, prendendo in gestione un night club in qualità di manager. Ma questo le costa 1000 dollari di deposito che Fiona "sfila" dalla cassa di casa, soldi che servirebbero per pagare la tassa sulla proprietà.

## Il sogno americano
- Titolo originale: The American Dream
- Diretto da: Anthony Hemingway
- Scritto da: Nancy Pimental

### Trama
Frank cerca di riprendersi il suo letto per poter dormire con l'aiuto amorevole di Debbie. Però gli occupanti di casa Gallagher non sono d'accordo. Frank non è riconoscente con Debbie, anche se è stata l'unica in famiglia a essere contenta per il suo ritorno. Si dovrà però ricredere quando Frank, per cialtroneria, distruggerà la sua ricerca sulla guerra civile. Frank viene sbattuto fuori di casa e per vendetta telefona ai servizi sociali, denunciando tutta la famiglia Gallagher per negligenza e così, per poter avere un tetto sulla testa, torna a casa di Sheila con la scusa di fare da balia al piccolo Hymie. Mickey intanto è uscito dal carcere per sovraffollamento. Fiona deve fare affari con la famiglia Roselli per avere una buona fornitura di liquori per la sua prima serata al night club. Ma a party finito, malgrado sia andato bene, si accorgerà che le spese superano l'incasso. Lip è arrabbiato con Fiona per aver messo mani alla cassa senza consultare la famiglia e non crede che Fiona riuscirà a guadagnare i soldi per la tassa sulla proprietà, ma decide di farlo lui, inventandosi qualcosa. Beto continua a controllare gli spostamenti di Jimmy. A casa di Kevin e Veronica si presenta una bionda con un ragazzino: dice di essere la moglie di Kevin.

## Una crudele menzogna
- Titolo originale: May I Trim Your Hedges?
- Diretto da: Steve Shill
- Scritto da: Krista Vernoff

### Trama
Hymie ha il suo primo appuntamento dal pediatra per il vaccino, ma Sheila è troppo stanca, visto che passa le notti insonne per gli strilli del piccolo che non le dà pace. Così Frank si offre "volontario" per portarcelo. Veronica deve vedersela con Cheryl, la moglie di Kevin, la quale ammette che Kyle, il ragazzino che ha portato con sé, potrebbe essere suo figlio. Si scopre poi che si è inventata tutto, che Kyle è il figlio della sorella e viene cacciata dopo una violenta lite da V, che è riuscita a farle firmare i documenti per il divorzio. Debbie si sta innamorando di Kyle. Mentre Fiona è al supermercato con Debbie e Liam, alla cassa una dipendente dà di matto e si licenzia. A Fiona balena subito l'idea di un nuovo lavoro. Ma al direttore del negozio servono delle dipendenti che si prestino anche per dei "servizietti speciali". A Fiona non piace questa proposta e ne parla con Veronica che registra un video compromettente, al che il direttore del supermercato, vistosi scoperto, dovrà cedere alle condizioni di Fiona. Frank porta Hymie all'Alibi e gli fa un buco sul braccio con una puntina sommariamente sterilizzata con dell'alcol, simulando il vaccino. Guardando la tv, scopre che esiste una fondazione che elargisce denaro ai bambini con problemi, quindi pensa di sfruttare la malattia di Hymie, ma si tratta di bambini in fase terminale, così fa passare Carl per malato di cancro all'ultimo stadio e, invece del denaro, riesce a "strappare" per lui un posto al campeggio estivo. Su internet Lip scopre che il quartiere è pieno di pedofili. I ragazzi Gallagher, con l'aiuto dei Milkovich armati di mazza e coltelli, si mettono alla ricerca per dar loro una lezione. Invece di scovare un pedofilo, bussano alla porta di una certa Blake Collins, che risulta essere un'ex insegnante accusata di aver avuto un rapporto sessuale con un suo alunno. Lip successivamente, per provare che la donna è davvero una pedofila, va a casa sua fingendosi un quindicenne in cerca di lavoretti e si offre di tagliarle le siepi, ben presto i due finiscono a letto. Quando Mandy lo scopre, va a casa della Blake e la costringe a trasferirsi, minacciandola di seppellirla in una buca scavata nel giardino dai suoi fratelli, i quali poi si fanno pagare perché una gang possa sotterrare il cadavere di un uomo ucciso. Lloyd si presenta al negozio gestito da Ian, dove incontra Mickey. Ian gli rivela di avere rapporti sessuali con Lloyd perché arrabbiato in quanto Mickey ha avuto un rapporto con una ragazza. Mickey segue Ian e Lloyd e, quando questi lo invita al suo appartamento per una threesome come "ragazzo di Ian", Mickey lo picchia ripetutamente per poi scappare con Ian. Steve nel frattempo simula un matrimonio con Estefania per l'INS e alla fine Estefania ha un rapporto non consenziente con lui in macchina, sotto la sorveglianza di Beto. Tornato a casa, Fiona gli confida di fidarsi di lui, cosa che ritiene più importante dell'amore.

## L'ultimo campeggio
- Titolo originale: The Helpful Gallaghers
- Diretto da: Randall Einhorn
- Scritto da: Mike O'Malley

### Trama
Lip deve accompagnare Mandy nella città vicina per "recuperare" la sorellastra Molly perché non finisca in affidamento ai servizi sociali, visto che la madre è appena morta per overdose di metanfetamina. Carl, preoccupato per la sua condizione di salute di malato di cancro terminale, si sta preparando per il campeggio. Sheila oramai è stanca di avere rapporti sessuali con Jody sempre alla stessa maniera, vorrebbe riprendere in mano la situazione con il bondage, ma Jody non ne vuole sapere per la paura di ricadere nella sua dipendenza da sesso da cui si è appena disintossicato. Così cerca di fare pressione su Frank (oramai tornato in pianta stabile a casa sua) affinché convinca Jody a fare i "giochini" con lei. Fiona deve affrontare le colleghe di lavoro che si sacrificano durante la "pausa Bobby" per non perdere il posto, e organizza un party di lavoro per farle desistere dal continuare a essere usate per i piaceri sessuali del loro capo. Ma per Fiona è una vera sorpresa sapere che il sesso orale, dopo tutto, non dispiace alle colleghe. Carl è insoddisfatto del campeggio perché non trova tutti i divertimenti che gli erano stati promessi. Così fa di tutto perché il suo amico soddisfi un ultimo desiderio, ovvero il piacere di vedere un paio di tette prima di morire. Debbie è sempre alle prese con un record da battere, quello del massimo tempo in apnea. Jimmy/Steve riceve una telefonata dal padre, che lo invita a bere un drink mentre sta per essere cacciato di casa dalla moglie. Debbie ospita Molly in camera sua per la notte, ma è sorpresa quando scopre che la nuova amichetta è transgender. La serata non è ancora finita quando in casa Gallagher si presenta Jimmy col padre ubriaco, appena ritornati dall'Alibi. Lloyd riconosce Ian e, non appena tutti sono a dormire, preda dei fumi dell'alcool, va a trovarlo nella sua stanza, ma si infila nel letto di Lip. Jimmy si rende subito conto dell'orientamento sessuale del padre.

## I peccati della mia badante
- Titolo originale: The Sins of My Caretaker
- Diretto da: J. Michael Muro
- Scritto da: Sheila Callaghan

### Trama
Gli operai del Comune devono scavare nel giardino di casa Gallagher per dei lavori alle fognature. Fiona è preoccupata che venga ritrovato il cadavere della zia Ginger e così allerta Frank. Jimmy non riesce a convincersi che il padre sia gay. Veronica vuole assolutamente avere un figlio da Kevin, che ce la mette tutta, ma senza speranza, visto che è quasi certo che non ne possa avere. Quindi chiede aiuto alla madre, che tenta di "auto-inseminarsi" con lo sperma di Kevin. Il padre di Jimmy, dopo essere stato sbattuto fuori casa dalla moglie, vuole riprendersi quello che gli appartiene. Così chiede aiuto a Ian che insieme a Mickey affrontano un raid spericolato in casa Lishman. La "sorellastra" di Mandy, Molly, si scopre essere un maschio con tanto di pene. Sheila ha una nuova "paziente" portata da padre Pete, una suora in fase terminale in carrozzella che ha fatto voto di silenzio. Sheila, convinta di potersi sfogare liberamente con la suora, le confida le sue perversioni. Ma la suora, anche se chiusa nel mutismo, attraverso il suo blog divulga online le manie di Sheila. Jimmy, distrutto dal pensiero del padre "diverso", pensa di non essere capito da Fiona e se ne va da Estefania. Fiona, stanca di scavare, finalmente viene ricompensata con il ritrovamento di alcune ossa umane. Ma non fa in tempo a gioirne che viene allarmata da urla provenienti dalla casa. Infatti sta succedendo di tutto: Mickey, impallinato nel sedere mentre scappava da casa Lishman, è disteso sul tavolo della cucina pronto per essere operato da Lloyd, mentre uno stuolo di bambini, posteggiati davanti alla tv e piangenti in una casa in completo disordine, assistono indifesi e Debbie si esalta per aver quasi affogato in piscina una coetanea che si prendeva gioco di lei. Tutto sotto lo sguardo allibito e terrorizzato di un'assistente sociale del Servizio Protezione Minori, sopraggiunta per una visita a sorpresa. In più Mickey decide di baciare Ian per non sembrare inferiore al padre di Jimmy, dato che Ian gli aveva detto che lui, a differenza sua, non aveva paura di baciarlo.

## Reazione a catena
- Titolo originale: Cascading Failures
- Diretto da: Tonja Kahlens
- Scritto da: Alex Borstein

### Trama
Gli assistenti sociali stanno portando via tutti i minori di casa Gallagher. Fiona si chiede chi può essere stato a denunciarli. Frank, intanto, prepara tutta la sua roba in un sacco e, preoccupato per il ritrovamento della zia Ginger, vuole darsela a gambe. Jimmy è tornato da Fiona, così riprende a occuparsi delle faccende domestiche, mentre Fiona si affretta per andare al lavoro. Il manager del supermercato, Bobby, richiama Fiona perché è in ritardo mentre lei vorrebbe delle ore di permesso per andare ai servizi sociali e chiedere dove sono stati portati i fratelli. Ma Bobby, pronto a vendicarsi, le propone qualcosa di disgustoso. Fiona non accetta e se ne va infuriata, mollando anche il lavoro. Intanto Ian e Lip vengono affidati a una casa famiglia di livello 14. Debbie viene data in affido a una matura signora di colore, "mamma Kamala", che sembra interessata più ai soldi che ai bambini. Mentre Carl e Liam trovano sistemazione a casa di una coppia gay, Cassius e Lanier, che hanno fatto esplicita richiesta per un bambino di colore. Fiona chiede aiuto a Veronica, proponendole di adottare, anche provvisoriamente, i suoi fratelli. Veronica in seguito fa sapere che non può, visto che era andata male con Ethel in affidamento. Fiona e Jimmy vanno all'Alibi bar per incontrare Frank, che viene a sapere del ritrovamento di Ginger. Fiona è determinata a coinvolgere il padre per potersi riprendere i fratelli. Frank accetta, ma a condizione di rimettere piede in casa. Ian, durante il giorno, ha la possibilità di ritornare al lavoro in negozio, mentre Lip deve lavorare ai servizi sociali per scontare la condanna. Consigliato dalla sua avvocatessa, Frank per riavere i figli deve coinvolgere anche Monica, che al momento nessuno sa dove sia. Mandy fa sapere a Lip che Molly è tornata con la madre, che misteriosamente non è morta. Kevin e Veronica devono trovare un rimedio, per far sì che Carol rimanga incinta dopo una serie di inutili tentativi. Così propone alla madre e a Kevin di farlo in modo "tradizionale", soprattutto quando Carol è in fase di ovulazione. Intanto Frank, per riottenere la custodia dei figli, deve chiedere a Sheila se vuole prendere il posto di Monica, visto che è sparita dalla circolazione. Durante un rapporto sessuale Ian e Mickey vengono colti di sorpresa dal padre Terry che, infuriato con il figlio, lo obbliga ad avere un rapporto sessuale con una donna, pur di farlo "tornare" etero. Fiona è tornata ai servizi sociali, dove i documenti per la custodia dei fratelli sono tutti pronti. Bisogna solo aspettare la sentenza e, con grande sorpresa, viene a sapere che l'autore della telefonata anonima ai servizi sociali è stata proprio di Frank.

## Si torna a casa
- Titolo originale: A Long Way From Home
- Diretto da: Mimi Leder
- Scritto da: Etan Frankel

### Trama
Mamma Kamala continua a sfruttare i piccoli a lei affidati, costringendoli a produrre collanine e braccialetti in cambio di cibo sotto uno scantinato, dove anche Debbie dovrà contribuire. A casa di Sheila si presenta un ragazzo asiatico con la madre: dice di essere il padre del piccolo e che lo rivuole indietro. La signora Wuong riesce a convincere Sheila a dar loro il piccolo Hymie, visto che Timmy è il padre biologico. Fiona chiede a un avvocato di sostenerla legalmente per riavere la custodia dei fratelli, ma ciò comporta procurarsi dei documenti legali.  Per produrre il certificato per ottenere la rinuncia dei genitori, deve falsificare la firma della madre, ma sarà difficile avere anche quella del padre. Intanto Ian e Lip producono un falso testamento per avere la casa e, per ottenere un certificato di morte della zia Ginger, a Veronica tocca trovare un cadavere. Jimmy riceve delle strane telefonate da parte della "madre", ma in effetti è un escamotage che usa per non far sapere che va da Estefania, la quale è controllata dell'immigrazione che ha dei sospetti sul loro matrimonio e quindi spetta a Jimmy essere sempre presente in caso di controlli. Debbie, stanca dei soprusi di "mamma Kamala", scappa dalla casa affidataria mentre tutti dormono, ma non prima di aver incollato le palpebre della megera. Per il bene del piccolo Hymie, Sheila vuole che la sua casa diventi un ambiente sano, per questo chiede aiuto a Frank e a Tommy l'ubriacone per obbligare Jody ad abbandonare le pratiche sessuali e farlo uscire dalla sua dipendenza. In cambio Sheila permetterà a Frank di restare a casa sua. Successivamente Karen ritorna a casa dalla madre, chiedendole scusa per quello che ha fatto. Lip si reca all'ufficio per registrare il testamento, ma viene a sapere che da poco ne è stato già registrato un altro sempre a nome di Ginger Gallagher, presentato dal cugino Patrick, al quale avrebbe lasciato la casa. Nel giorno dell'udienza per la custodia ci sono tutti i Gallagher, compreso Frank, il quale vuole dimostrare davanti al giudice di essere un padre amoroso verso i figli. Ma la testimonianza di Fiona, che lo descrive come un padre snaturato, irresponsabile, alcolizzato e drogato, è stata commovente e toccante. A fine udienza, il giudice delibera: a Frank i diritti genitoriali e a Fiona la custodia dei fratelli. L'epilogo della puntata non smentisce mai la carica di Frank, che fa del bicchiere mezzo vuoto un bicchiere sempre pieno.

## Quando c'è la volontà
- Titolo originale: Where There's a Will
- Diretto da: Danny Cannon
- Scritto da: Davey Holmes

### Trama
Il cugino Patrick, a un angolo di strada, commemora la defunta zia Ginger con in mano le sue ceneri. Intanto i Gallagher cercano di capire come riavere la casa. Carol va a casa di Kev e Veronica tutta "in tiro" e con un'ovulazione in corso, pronta per essere "sottoposta a una nuova terapia". Intanto, in casa Gallagher, tutti i fratelli si sono riuniti in "consiglio di guerra" per organizzare un piano che possa controbattere la manifestata delusione. Così, a votazione conclusa, Lip "vestirà" i panni di avvocato consultando internet per rimediare al falso testamento di Patrick. Karen, oramai ristabilitasi a casa sua, non perde occasione per rivedere Lip e chiede a Ian di aiutarla. Sheila vuole far riavvicinare Hymie alla madre, ma Karen non è altrettanto sicura. Frank, tranquillo e convinto di aver trovato sistemazione in casa di Sheila, si deve ben presto ricredere perché quanto prima verrà sbattuto fuori di casa. Patrick intanto si presenta dai Gallagher, per cacciarli di casa. Come ordinato dal giudice, Frank partecipa alle riunioni degli alcolisti anonimi, dove conosce Christopher; costui chiede a Frank di diventare il suo sponsor, offrendogli anche un alloggio. Per i fratelli Gallagher i tempi si fanno sempre più stretti. Devono consegnare la casa al cugino Patrick e così decidono per l'opzione tre, ovvero spaventare l'odiato nemico, coinvolgendo i Milkovich armati di mazze e pistole. Purtroppo il piano fallisce. Veronica, malgrado voglia con tutta se stessa avere un figlio dalla madre, è preoccupata perché la stessa, a ogni incontro con Kevin, si comporta come se andasse da un amante e non come si trattasse di una procedura medica, così come vorrebbe la figlia. Jimmy adesso lavora presso una caffetteria, ma le cose non vanno bene. Qui rivede Andy, suo vecchio compagno di università, che tuttora fa il medico al County General e, in memoria dei tempi passati, gli propone una rimpatriata tra vecchi amici. Patrick, mentre continua a lavorare a casa Gallagher per delle ristrutturazioni, ha un attacco di vomito, sotto lo sguardo "maligno" del piccolo Carl che lo vuole uccidere col veleno per topi. Karen incontra "casualmente" Mandy e le racconta dell'incontro con Lip. Mandy è gelosa perché Lip si è visto con Karen, ma lui non sopporta queste scenate. Sheila viene a sapere dalla signora Wuong che è stata Karen a voler che Hymie andasse a vivere con loro. Il giorno dell'udienza, Fiona e gli altri pensano che Patrick non si presenterà ma, con grande sorpresa, il cugino è ancora vivo e i Gallagher perdono la causa e la casa. Quando però Patrick si presenta con la polizia e un avviso di sfratto, Debbie lo accusa di averla molestata e i Gallagher non perdono la casa.

## I diritti di un cittadino
- Titolo originale: Frank the Plumber
- Diretto da: Mark Mylod
- Scritto da: Krista Vernoff

### Trama
Fiona trova un impiego a termine in un ufficio dove sostituisce una certa Maria. L'ambiente è tranquillo e familiare, anche se all'inizio non tutto filerà liscio a causa di una chiamata personale a Debbie e di una visita al sito sulla circoncisione suggerita da Veronica, ma alla fine Fiona riceverà i complimenti del capo per aver compiuto bene il suo lavoro. Frank oramai vive da Chris a tempo pieno e questo, secondo lui, li rende una famiglia e vuole quindi rivendicare i diritti di una coppia di fatto (è evidente che Frank fa tutto questo per ottenere una copertura assicurativa). La burocrazia però non la pensa allo stesso modo, quindi Frank si scontrerà con le istituzioni parlando anche davanti a una telecamera e dichiarando le sue tendenze omosessuali. Chris infuriato, corre a casa tutto trafelato, rimproverando Frank per aver detto a tutti che sono due gay, mettendolo così in ridicolo di fronte agli amici e alla temuta madre. Mandy, sempre gelosa di Karen, comunica a Lip di aver fatto al posto suo domande per il college, ma Lip non è d'accordo. Debbie porta Liam da Sheila, ma la trova triste e preda del pianto. Così, invece di andare a scuola, preferisce rimanere con lei per consolarla e farle compagnia. Ian viene a sapere da Mandy che Mickey adesso vive con una donna che dovrà sposare tra un paio di settimane, visto che l'ha messa incinta. Così va a parlare con Mickey che, irritato per quella visita, lo prende a pugni. Un certo Scott Walker, rappresentante del Mit, va a trovare Lip a casa sua e, malgrado lui sia contrariato ad andare al college, si fa convincere afare un test: raccontare in 250 parole la sfida più importante della sua vita. Jimmy sta passando un brutto momento: oltre al lavoro alla caffetteria che lo stressa, si vede riprendere l'auto che ha rubato al proprietario e viene a sua volta derubato mentre preleva dal bancomat. Lip affronta Karen per dirle che non devono più vedersi, dato che lui ora sta con Mandy. Più tardi Karen riceve un messaggio da Lip che le dice di raggiungerlo al parco, ma mentre attraversa la strada, un'auto a fari spenti la investe, lasciandola sull'asfalto. L'auto è guidata proprio da Mandy Milkovich. Frank viene sbattuto fuori anche da casa di Chris, con l'aiuto della madre. Ma la sua "buona stella" continua ad assisterlo: un certo Abraham Paige lo vuole nel suo Movimento per i Diritti dei Gay.

## La partita di softball
- Titolo originale: Civil Wrongs
- Diretto da: Gary B. Goldman
- Scritto da: Mike O'Malley

### Trama
Frank si sente oramai parte integrante del Movimento per i Diritti dei Gay. Parla alle assemblee, diverte con termini piccanti, fa aprire i portafogli dei convenuti per delle offerte generose, per le casse del movimento e per la gioia di Abraham Paige. Tutto ciò lo rende molto felice, data anche l'agiata vita a cui va incontro. Mandy non sopporta il continuo interessamento per Karen da parte di Lip che, preoccupato, va sempre a trovarla in ospedale. Intanto per Fiona si protrae il suo impiego a tempo. Qui le viene chiesto di partecipare a una partita di softball. Jimmy dice a Beto che vuole andare in Michigan per continuare a studiare medicina, ma Beto gli comunica che sarà difficile far trasferire anche Estefania. All'Alibi Frank conosce un certo Alistair Huddleston il quale lavora per il progetto "Ritorno in Paradiso", che si occupa di terapia di riconversione facendo tornare gli omosessuali a una vita eterosessuale. Huddleston offre a Frank un lavoro ben remunerato, con l'impegno di sottoporsi a una terapia. Il trattamento per Frank ha inizio: deve andare a letto con Scotty, una lesbica. In ospedale, Jody e Sheila sperano che Karen, operata alla testa, si svegli quanto prima dal coma. Sheila racconta a Lip del messaggio che lui le avrebbe inviato prima dell'incidente. Lip comincia ad avere dei sospetti, non avendolo mai inviato. Abraham trova Frank in un bar, lo rimprovera per non averlo richiamato e gli fa cambiare albergo. Veronica fa fare il test alla madre che risulta incinta. Jimmy dice a Fiona che per studiare medicina dovrà andare in Michigan. Fiona è contrariata, ma alla fine accetta a malincuore. In albergo, Frank ha un altro incontro con Scotty. Un cameriere gay vede tutto. Jody, rimasto solo in ospedale, distrattamente comincia ad accarezzare i piedi di Karen, poi la caviglia e vede che le dita della sua mano lentamente si muovono. Continua fino a baciarla all'inguine e, mentre il monitor inizia a pulsare sempre più veloce, Karen ha un sussulto e si sveglia. Abraham, avvertito da Jesus, scopre Frank durante un rapporto con Scotty. Con la sua abile e manipolatrice parlantina, Frank cerca di convincere Abraham di essere omosessuale, ma per tutta risposta, lui vuole che glielo dimostri e face entrare due giovani gay nudi.

## Servizio in camera
- Titolo originale: Order Room Service
- Diretto da: Sanaa Hamri
- Scritto da: Sheila Callaghan

### Trama
Ian non riesce a non pensare al matrimonio di Mickey con Svetlana. Frank, dopo aver vissuto un breve lasso di vita regolare, discute sul treno con un barbone e quindi incontra Carl che va scuola e gli confessa di non avere un posto dove dormire. Carl gli concede un posto nel furgone. Fiona comunica alla famiglia che Mike, il suo capo, ha invitato tutti in campeggio nel weekend e inoltre che Jimmy, dovendo riprendere a studiare medicina, si trasferirà in Michigan. Karen è tornata a casa dall'ospedale. Lip nota subito la sua espressione vaga e infantile. Fiona oramai non sta nella pelle per il trasferimento nel Michigan con tutta la famiglia. Ha già preso contatti per delle case a buon prezzo, ma sembra che Jimmy non voglia portarli con sé, visto che ha già stipulato un contratto per un monolocale. Fiona si scontra con Jimmy fuori dalla caffetteria e se ne va infuriata, dopo che lui si è lamentato della maniera in cui è stato trattato e ha definito la casa una topaia. Carl, assorbito dai racconti del padre, delle sue malefatte e sempre senza soldi, rivela a Frank che la casa di Cassius e Lanier (gli affidatari gay) è piena di roba da rubare. Così decidono di fargli "visita", prendendo tutto ciò che possono trasportare. Ian, infuriato con Mickey, lo va a trovare al suo matrimonio per convincerlo a ripensarci. Mickey gli fa capire che dopo sposato potranno continuare a frequentarsi. Nando dice a Jimmy che a casa della figlia è andata l'immigrazione e che intendono rimpatriarla. La fiducia del boss della droga è venuta meno dei confronti di Jimmy. Al campeggio Fiona e Mike, dopo una chiacchierata e qualche birra, si baciano e stanno per avere un rapporto sessuale, ma Fiona si ferma prima di proseguire. Jody porterà Karen e Hymie a Sidona in Arizona, con il consenso dei Wuong. Lip va a trovarla in camera e le rivela che è stata Mandy a investirla con l'auto. Karen, data la sua condizione, sembra non recepire. Allora Lip, infuriato, va al matrimonio di Mickey, trova Mandy e l'aggredisce. Lei per niente pentita, dice di averlo fatto per lui e, stanca di Lip, si è già trovata un nuovo ragazzo, Kenyatta. Ian (totalmente ubriaco) si lamenta con Lip per aver perso Mickey, rivelando a Mandy la sua relazione con il fratello. Beto costringe Jimmy a salire sulla barca di Nando e gli butta il telefonino in acqua. Il piccolo Carl viene arrestato dalla polizia per il furto in casa dei suoi ex genitori affidatari, ma Frank, preso da un inaspettato istinto paterno, si dichiara l'autore del furto, scagionandolo. Fiona continua a telefonare a Jimmy, con l'intenzione di perdonarlo.

## La sopravvivenza del più forte
- Titolo originale: Survival of the Fittest
- Diretto da: Mark Mylod
- Scritto da: Etan Frankel, Nancy Pimental

### Trama
Frank, in cella con un altro detenuto, Julius, ha un malore. Viene rilasciato perché troppo malato, dato che costerebbe troppo curarlo. Ian, in divisa militare, si presenta all'ufficio reclutamento, ormai convinto di arruolarsi nei Marines come servizio attivo. A casa Gallagher stanno preparando una festa a sorpresa per Lip, appena diplomato. Lip, ritirato frettolosamente il diploma a scuola, va all'Alibi per festeggiare. Qui incontra Frank e, alla notizia del figlio che si è diplomato, parte con uno dei suoi sproloqui, parlando dell'effetto travolgente che fanno i Gallagher sulla società. Ma ai presenti non passa inosservato quando accusa dei dolori al fianco. Così, per sdrammatizzare la cosa, organizza delle scommesse su chi riesce a fare più flessioni, vincendo la gara e molti soldi. Frank propone a Lip di festeggiare al ristorante, ma al momento di pagare, i due scappano. Fiona non smette di pensare a Jimmy, così va a trovare il dott. Lishman che, abituato ai comportamenti insoliti del figlio, non si preoccupa più di tanto. Sheila saluta tristemente Jody, Karen e Hymie, che sono in partenza per Sidona. Carol va alla prima ecografia, dove Veronica viene a sapere che la madre è incinta da ben dodici settimane. Carol in effetti sapeva di essere incinta, ma non aveva voluto dirlo perché entusiasta del trattamento a cui il genero la sottoponeva. Fiona, al lavoro, chiede a Mike di inserirla in un posto che si è appena liberato (visto che il contratto a tempo sta per scadere), ma lui (o meglio lo zio Matt) vuole solo gente con esperienza. Frank, mentre si trova con Lip, ha un malore, espelle dalla bocca un fiume di sangue e viene ricoverato in ospedale. Beto va da Fiona, le lascia una busta piena di soldi a nome di Jimmy e le dice di voltare pagina, così come ha fatto lui. Ian va a casa di Mickey per dirgli che lascia la città, lui però lo implora di non farlo. A casa Gallagher, durante i festeggiamenti per Lip, Fiona incornicia con soddisfazione il diploma del fratello e dà a Kevin un bel po' di soldi, dicendogli di fare un ordine di bicchieri di carta per l'Alibi. Sarà Fiona a raccogliere l'ordine sostanzioso, conquistandosi così la riconoscenza dello zio Matt e le due settimane di prova per un salto di livello. Carl, preoccupato per il padre, va a trovarlo in ospedale per tagliargli i capelli in modo che il sole penetri e distrugga il cancro. A Lip arriva la comunicazione dal MIT per una borsa di studio e, malgrado tutto, lo fa sapere anche a Mandy. Sheila, ormai rimasta sola, riceve in casa le sue nuove amiche per fare quello che le riesce meglio: vendere abbigliamento e accessori bondage. Ian sale sull'autobus per essere arruolato, usando i documenti del fratello maggiorenne. Frank, stanco di essere curato, lascia l'ospedale in sordina, con le scarpe in mano e vestito solo di una camicia da notte. L'aspetta una strada buia e fredda, in una Chicago coperta di neve. Fiona, rassegnata, invia l'ultimo messaggio a Jimmy e rientra a casa.